# Carl Honsell
Carl Honsell (Franziskus Carlus Honsell * 3. Februar 1805 in Bodman; † 18. April 1876 in Konstanz) war ein deutscher Verwaltungsbeamter und Richter.

## Leben
Carl Honsell studierte Rechtswissenschaften an der Albert-Ludwigs-Universität Freiburg und der Ruprecht-Karls-Universität Heidelberg. 1824 wurde er Mitglied des Corps Rhenania Freiburg. 1825 schloss er sich dem Corps Rhenania Heidelberg an. 1828 wurde er Rechtspraktikant und 1836 Hofgerichtssekretär in Mannheim. 1842 wurde er Amtsassessor beim Bezirksamt Konstanz, dem er von 1843 bis 1844 als Amtmann vorstand. Anschließend wurde er in Hofgerichtsassessor und Hofgerichtsrat am Hofgericht Konstanz. Zuletzt lebte er als Hofgerichtsrat a. D. in Reichenau.
Seine Eltern waren der Obervogt Matthäus Honsell und Katharina Honsell (geb. Edle von Seyfried).
Carl war verheiratet mit Marie Luise (geb. Blind)
Max Honsell, sein dritter Sohn, hat als Wasserbauingenieur die Tullasche Rheinbegradigung zum Abschluss geführt und war zuletzt badischer Finanzminister.
Eine Enkelin (vom ersten Sohn, Adolf) ist die Reichenau Schriftstellerin Lilly Braumann-Honsell.

## Auszeichnungen
- Ehrenmitglied des Corps Rhenania Heidelberg[3]